# Greetings from Less Than Jake
Greetings from Less Than Jake è un EP del gruppo musicale statunitense Less Than Jake, pubblicato nel 2011.

## Tracce
1. Can't Yell Any Louder - 1:41
2. Goodbye, Mr. Personality - 3:30
3. Harvey Wallbanger - 3:06
4. Oldest Trick in the Book - 3:10
5. Life Lived Out Loud - 2:40

## Formazione
- Chris Demakes - voce, chitarra
- Roger Manganelli - voce, basso
- Peter "JR" Wasilewski - sassofono, voce
- Buddy Schaub - trombone
- Vinnie Fiorello - batteria